# 曲轴黑三棱
曲轴黑三棱（学名：Sparganium fallax），为黑三棱科黑三棱属下的一个植物种。